# Luise Heyer
Pour les articles homonymes, voir Heyer.
Luise Heyer, née le 25 mars 1985 à Berlin (Allemagne), est une actrice allemande.

## Filmographie partielle

### Au cinéma
- 2011 : Westwind (Vent d'Ouest) : Isabel
- 2013 : Auf einmal : Betti
- 2013 : Willkommen bei Habib : Jona
- 2014 : Hausbesuche
- 2014 : Jack : Sanna
- 2014 : Histeria : Junge Zofe
- 2014 : Ihr und eure Welt
- 2014 : Ein Geschenk der Götter : Emily
- 2015 : Härte : Marion
- 2016 : Die Reste meines Lebens : Milena Nelko
- 2016 : Fado : Doro
- 2016 : Lendemain de fête (Auf Einmal) de Aslı Özge : Judith
- 2016 : Run : L.
- 2016 : Why : Isi
- 2017 : Nachtschatten
- 2018 : Un si beau couple (Das schönste Paar) de Sven Taddicken : Liv Brinkmann
- 2019 : Leif in concert : Lene
- 2025 : The Calendar Killer de Adolfo J. Kolmerer : Klara Vernet
- 2025 : In die Sonne schauen de Mascha Schilinski : Christa

### À la télévision
- 2016 : Kommissarin Heller - Nachtgang : Yvonne Burger
- 2016 : La Souffleuse de verre (Die Glasbläserin) (téléfilm) : Johanna Steinmann
- 2017 : Detour : Alma
- 2017 : Atempause : Lisa
- 2017-2020 : Dark : Doris Tiedemann